# Azərbaycan Superkuboku 2013
La Azərbaycan Superkuboku 2013 è stata la quarta edizione della supercoppa azera di calcio. La sfida ha visto contrapposti il Neftchi Baku, vincitore dia della campionato che della coppa e il Khazar Lenkoran, in qualità di finalista della coppa nazionale.
Ad aggiudicarsi il trofeo è stato il Khazar Lenkoran, al suo primo titolo, grazie ad un gol segnato all'ultimo minuto.

## Tabellino
| Arbitro: | R. Häsänov |

|                |           |                          |
| C. Cardoso 68’ | Marcatori | 28’ Etame 90’ Ramaldanov |

## Formazioni
| NEFTCHI BAKU    |    |                    |     |     |
|                 |    |                    |     |     |
| P               | 30 | Saša Stamenković   | 64’ |     |
| D               | 2  | Carlos Cardoso     | 78’ |     |
| D               | 3  | Dênis              |     |     |
| D               | 16 | Bruno Bertucci     |     |     |
| D               | 22 | Mahir Shukurov     | 87’ |     |
| C               | 6  | Rəşad Sadıqov (c)  |     |     |
| C               | 15 | Éric Ramos         |     |     |
| C               | 7  | Araz Abdullayev    | 87’ |     |
| C               | 9  | Flavinho           | 26’ |     |
| C               | 19 | Mirhüseyn Seyidov  | 56’ |     |
| A               | 11 | Bahodir Nasimov    | 51’ | 60’ |
| A disposizione: |    |                    |     |     |
| P               | 1  | Pāvels Doroševs    |     |     |
| D               | 4  | Tərlan Quliyev     |     |     |
| D               | 5  | Igor Mitreski      |     |     |
| C               | 10 | Cavid İmamverdiyev | 56’ |     |
| A               | 11 | Melvin Platje      | 78’ |     |
| D               | 32 | Elvin Yunuszade    |     |     |
| A               | 90 | Ernest Nfor        | 60’ |     |
| Allenatore:     |    |                    |     |     |
| Tərlan Əhmədov  |    |                    |     |     |

| KHAZAR LENKORAN |    |                       |          |     |
|                 |    |                       |          |     |
| P               | 33 | Douglas Leite         | 86’      |     |
| D               | 3  | Vanderson Scardovelli |          |     |
| D               | 4  | Álvaro Silva          |          |     |
| D               | 6  | Rasim Ramaldanov      | 36’      |     |
| D               | 27 | Adrian Scarlatache    |          |     |
| C               | 7  | Sadio Tounkara        | 26’, 64’ |     |
| C               | 10 | Elnur Abdullayev      | 90+6’    |     |
| C               | 14 | Rahid Amirguliyev (c) | 51’      |     |
| C               | 11 | Zouhir Benouahi       | 87’      | 80’ |
| A               | 55 | Ağabala Ramazanov     | 71’      |     |
| A               | 20 | Mbilla Etame          | 90+2’    |     |
| A disposizione: |    |                       |          |     |
| P               | 1  | Orkhan Sadigli        |          |     |
| C               | 8  | Eduard Oriol          | 80’      |     |
| C               | 18 | Tural Cəlilov         |          |     |
| D               | 21 | Radomir Todorov       |          |     |
| C               | 22 | Deyvid Sacconi        | 90+2’    |     |
| C               | 23 | Nikola Gligorov       |          |     |
| C               | 42 | Kamran Abdullazadeh   | 71’      |     |
| Allenatore:     |    |                       |          |     |
| John Toshack    |    |                       |          |     |